# Fetua de Orán
La fetua de Orán fue una fetua efectuada como responsa, u opinión legal islámica, emitida en 1504 para hacer frente a la crisis que se produjo cuando los musulmanes de la Corona de Castilla (en la actual España) se vieron obligados a convertirse al cristianismo en 1500-1502. La fetua establece relajaciones detalladas de los requisitos de la sharia (ley islámica), lo que permite a los musulmanes conformarse exteriormente con el cristianismo y llevar a cabo actos que normalmente están prohibidos en la ley islámica, cuando es necesario para sobrevivir. Incluye instrucciones laxas para cumplir con las oraciones rituales, la caridad ritual y la ablución ritual, y recomendaciones para situaciones en las que el fiel se vea obligado a violar la ley islámica, tales como adorar como cristianos, cometer blasfemias y consumir carne de cerdo y vino.
La fetua gozaba de amplia vigencia entre musulmanes y moriscos (musulmanes convertidos nominalmente al cristianismo y sus descendientes) en España, y una de las traducciones aljamiadas que sobrevivieron fue fechada en 1564, 60 años después de la fetua original. La fetua ha sido descrita como el "documento teológico clave" para entender la práctica de los musulmanes españoles desde el final de la Reconquista hasta la expulsión de los moriscos. El autor de la fetua (muftí) fue Ahmad ibn Abi Yum'ah, un erudito morisco de la ley islámica de la escuela Malikí natural de Almagro (Ciudad Real) asentado en el Magreb. La fetua fue denominada "fetua de Orán" por los estudiosos modernos, debido a la palabra "Al-Wahrani" ("de Orán") que aparece en el texto como parte del nombre del autor.
La influencia de la fetua no fue más allá de España. Fuera de la península ibérica, la opinión predominante mantenía los requisitos de la ley islámica y exigía a los musulmanes emigrar, o incluso elegir el martirio, cuando la observancia ortodoxa de la religión se hacía imposible.

## Contexto

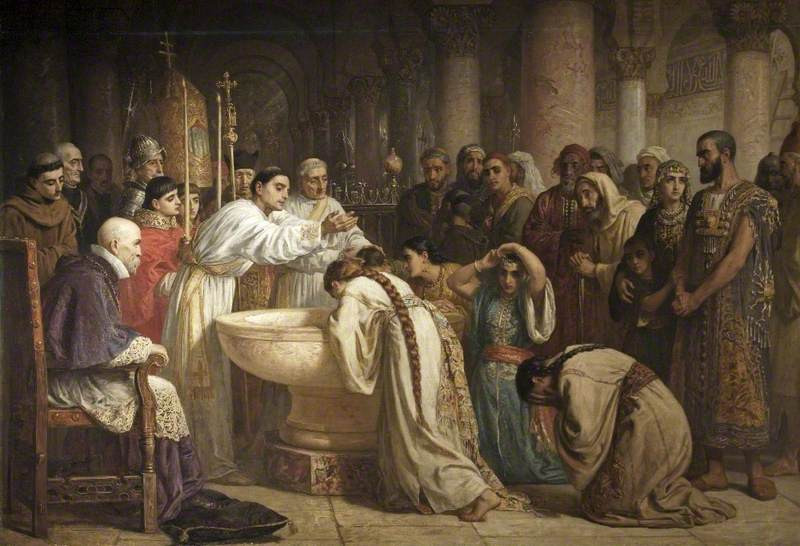
Las conversiones forzadas al cristianismo fueron el origen de la fetua. Esta pintura de 1873 representa el bautismo masivo de musulmanes en Granada por el Cardenal Cisneros.

El Islam ha estado presente en España desde la conquista musulmana de la península ibérica en el siglo VIII. A principios del siglo XII, la población islámica del denominado "Al-Ándalus" por los musulmanes se estimaba en 5,5 millones de habitantes, entre ellos árabes, bereberes y autóctonos conversos. En los siglos siguientes, a medida que los cristianos empujaban desde el norte en un proceso llamado Reconquista, la población musulmana fue disminuyendo. A finales del siglo XV, la Reconquista culminó con la caída de Granada y el número total de musulmanes en España se estimó entre 500 000 y 600 000 de una población total española de 7 a 8 millones. Aproximadamente la mitad de los musulmanes vivían en el antiguo Emirato de Granada, el último estado musulmán independiente de España, que había sido anexionado a la Corona de Castilla. Unos 20000 musulmanes vivían en otros territorios de Castilla y la mayor parte del resto en los territorios de la Corona de Aragón.
Antes del final de la reconquista, a los musulmanes derrotados se les concedía generalmente la libertad de religión como condición para su rendición. Por ejemplo, las Capitulaciones de Granada, que regularon la rendición del Emirato, garantizaban un conjunto de derechos a los musulmanes conquistados, incluyendo la tolerancia religiosa y el trato justo, a cambio de su capitulación. Las crecientes conversiones forzadas desencadenaron una serie de rebeliones musulmanas en Granada (1499-1501). Las rebeliones fueron reprimidas y, posteriormente, los musulmanes de Granada dejaron de gozar de los derechos que les habían otorgado dichas capitulaciones, por lo que se les dio la opción de permanecer y aceptar el bautismo, rechazar el bautismo y ser esclavizados o asesinados, o el exilio. La opción de exiliarse a menudo no era factible en la práctica debido a la dificultad de desarraigar a la familia y de viajar a tierras musulmanas en el norte de África, a la incapacidad de pagar los derechos exigidos por las autoridades para el paso seguro, y a la tendencia general de las autoridades a desalentar e impedir ese éxodo.
Algunos musulmanes, especialmente los que vivían cerca de la costa sur, optaron por el exilio, pero para la mayoría la única opción disponible para sobrevivir como musulmanes era convertirse públicamente al cristianismo mientras seguían creyendo y practicando el islam en secreto. La población se convirtió en masa y en 1501 toda la población musulmana de Granada se convirtió nominalmente al cristianismo. El aparente éxito de las conversiones forzadas de Granada desencadenó una serie de edictos y proclamaciones en 1501 y 1502 que efectivamente pusieron a los musulmanes de otras partes de Castilla en la misma situación. Estos nuevos conversos, junto con sus descendientes, fueron conocidos a partir de entonces como los moriscos. Además de tener que aceptar el cristianismo y abandonar la fe y los rituales islámicos, también se les presionaba para que se comportaran según las costumbres cristianas, incluso asistiendo a la iglesia, enviando a sus hijos a ser instruidos en la doctrina cristiana, y comiendo alimentos y bebidas prohibidas por la ley islámica.

### Opiniones legales islámicas previas
Antes de la fetua de Orán, la posición predominante de los eruditos islámicos era que un musulmán no podía permanecer en un país donde los gobernantes hacían imposible la observancia religiosa adecuada. Por lo tanto, la obligación de un musulmán era marcharse cuando pudiera hacerlo. Incluso antes de la conversión forzada sistemática, los líderes religiosos habían argumentado que los musulmanes en territorio cristiano estarían sujetos a presiones directas e indirectas y predicaban la emigración como una forma de proteger la religión de la erosión. En particular, el teólogo norteafricano Ahmad al-Wansharisi, considerado la principal autoridad en materia de musulmanes en España, escribió en 1491 que la emigración de tierras cristianas a musulmanas era obligatoria en casi todas las circunstancias. Además, Al-Wansharisi instó a castigar severamente a los musulmanes que permanecieran y predijo que residirían temporalmente en el infierno en la otra vida.

## Autoría
Las traducciones supervivientes de la fetua dan el nombre del autor en varias formas ligeramente diferentes. Se cree que todos ellos derivan del nombre árabe Ahmad ibn Abi Jum'ah al-Maghrawi al-Wahrani, y algunos añaden el nombre 'Ubaydallah, que podría ser una fórmula piadosa que significa "el pequeño siervo de Dios". La nisba del autor –la parte de su nombre que indica el lugar de origen– al-Wahrani ("de Orán") se refiere a la ciudad de Orán (en árabe: وهران‎, Wahran) en la actual Argelia, que entonces formaba parte del Reino de Tlemecén de la dinastía ziyánida. Por lo tanto, al autor se le denomina a menudo "el Muftí de Orán" y al documento como "fetua de Orán", aunque no parece haber ninguna indicación de que la fetua haya sido emitida en Orán o de que el autor haya residido o tenga una autoridad oficial en Orán. Devin Stewart, especialista académico en estudios islámicos, identificó al autor como Abu al-Abbas Ahmad ibn Abi Yum'ah al-Maghrawi al-Wahrani (fallecido en 1511 en Fez), un jurista malikí natural de Almagro (Ciudad Real), que había estudiado en Orán y Tlemecén y que probablemente publicó la fetua en Fez mientras era profesor de Derecho islámico allí.
Al-Wahrani redactó la fetua en respuesta a una petición de opinión legal (responsa) de un grupo de peticionarios musulmanes que deseaban saber si podían seguir viviendo en la España cristiana. No se nombra al destinatario de la fetua. La fecha comúnmente aceptada de su redacción es 1 Rayab 910 AH, ya que es la fecha que aparece en la mayoría de los manuscritos supervivientes. Este día en el calendario islámico se corresponde con aproximadamente el 8 de diciembre de 1504. Un manuscrito añadió "3 de mayo de 1563" además de 1 Rayab 910, lo que habría sido un error de conversión de fecha, pero tanto Stewart como el historiador L. P. Harvey han sugerido que la fecha de 1563 podría haber sido la fecha de la traducción. Otro manuscrito da "Rayab 909", lo que probablemente fue un error de copia.

## Contenido
La apertura de la fetua mostró simpatía por los musulmanes de España, que mantuvieron su fe religiosa a pesar del sufrimiento y el riesgo que esto les suponía. El muftí (autor de la fetua) exhortó a que siguieran adhiriéndose a la religión islámica y la instruyeran a sus hijos cuando estos llegaran a la madurez.
La fetua reafirmaba la obligación de los musulmanes españoles de realizar las oraciones rituales (salat), la caridad ritual (zakat) y la ablución ritual (gusl), aunque no pudieran realizarse en la forma correcta. Describía la obligación de las oraciones rituales –que normalmente se realizan poniéndose de pie, inclinándose, postrándose y sentándose en la secuencia prescrita–, aunque sólo se realicen con ligeros movimientos. La fetua también permitía la omisión de las oraciones –que normalmente se realizaban cinco veces al día a horas preestablecidas– cuando se les impedía hacerlo y en su lugar les ordenaba que realizaran las oraciones restantes por la noche. También proporcionaba instrucciones para realizar la ablución seca ritual (tayammum) cuando no se dispusiera de agua ritualmente pura, para reemplazar la ablución ritual (wudu) que normalmente se requiere antes de realizar la salat. Cuando la tayammum no fuese posible, se aceptaba incluso hacer movimientos leves con las manos o la cara hacia la tierra, la piedra o el árbol limpios.
Mantenía también la obligación islámica de dar la caridad ritual (zakat) –normalmente calculada y distribuida de una manera específica prescrita por la sharia (ley islámica)– incluso si esto solo podía hacerse mostrando generosidad hacia un mendigo. Afirmaba la obligación de la ablución ritual (gusl), "aunque fuera zambulléndose en el mar".
El texto permitía a los musulmanes participar exteriormente en rituales y cultos cristianos, siempre y cuando por dentro los consideraran prohibidos. Cuando los musulmanes tenían que postrarse ante los "ídolos" cristianos, deseaban internamente realizar la oración islámica, aunque no estuvieran realmente postrados frente a La Meca, y cuando se inclinaban ante los "ídolos", tenían que centrar su atención en Alá. Cuando fueran obligados a cometer blasfemias, como maldecir a Mahoma o aceptar a Jesús como hijo de Dios o a María como esposa de Dios (sic), la fetua les instruía que lo hicieran y que emplearan "cualquier estratagema" que pudieran para negar su significado siempre que fuera posible. Por ejemplo, sugería pronunciar mal el nombre de Mahoma, o maldecir a alguien con un nombre similar, cuando se les pidiera que maldijeran al profeta.
La fetua también permitió a los musulmanes de España consumir vino, carne de cerdo y otras cosas normalmente prohibidas por la sharia, siempre y cuando los musulmanes no tuvieran la intención de aprovecharse de ellos y los rechazaran en sus corazones. La fetua reafirmó la aceptabilidad de que un hombre musulmán se casase con una mujer cristiana, bajo el razonamiento de que tanto musulmanes como cristianos son Gentes del Libro. El matrimonio entre una mujer musulmana y un hombre cristiano debía evitarse a menos que sea bajo coacción, y al hacerlo, los musulmanes deben "aferrarse firmemente a la creencia de que eso está prohibido".
Al final del texto el autor animaba a los musulmanes a que escribieran al muftí sobre cualquier otra cosa que les planteara dificultades, a fin de poder emitir más opiniones jurídicas. Discretamente, la fetua no nombró a ningún destinatario específico y en su lugar designó a las personas a las que se dirigía como "al-guraba" (aquellos que viven en el extranjero) pero cerca de Alá".

## Reacciones

### Impacto en España

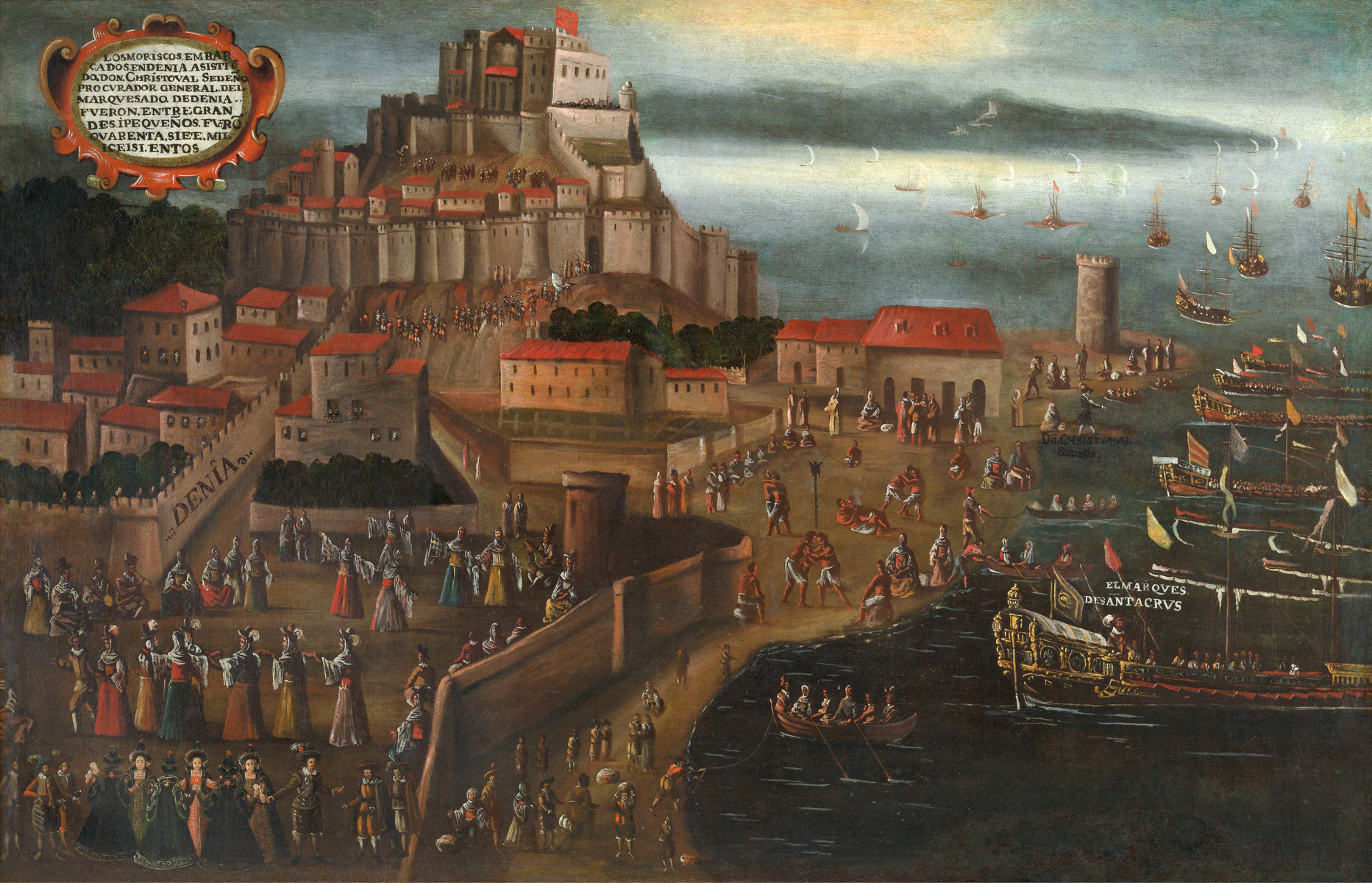
La opinión en la fetua tuvo un impacto duradero en la comunidad morisca hasta su expulsión de España en 1609-1614. Representación en La expulsión en el puerto de Denia por Vicente Mestre, 1613.

La fetua pareció tener una amplia difusión en la comunidad musulmana y morisca de varios reinos de España, ya que fue traducida y copiada hasta 1563 y 1609. Se desconoce el alcance geográfico total del texto, pero parecía estar dirigido originalmente a los musulmanes (o moriscos) de Castilla como respuesta a sus conversiones forzadas en 1500-1502. Después de que la conversión forzada se extendiera a la Corona de Aragón en la década de 1520, es probable que circulara también por allí.
Esta opinión constituyó la base de la condición y las prácticas islámicas de los moriscos durante más de un siglo, hasta su expulsión en 1609-1614, lo que condujo a una forma no tradicional del Islam, en la que la intención interna (niya), más que la observación externa de los rituales y las leyes, era la característica definitoria de la propia fe. Generaciones de moriscos nacieron y murieron en este clima religioso: una práctica religiosa híbrida o indefinida reflejada en muchos textos moriscos. Por ejemplo, las obras del escritor morisco conocido como Mancebo de Arévalo, escritas hacia 1530, describían a los criptomusulmanes que utilizaban el culto cristiano como sustituto de los rituales islámicos habituales, tal como se recomendaba en la fetua.
La influencia de la fetua se limitó a España. Fuera de la península ibérica, la opinión predominante seguía defendiendo los requisitos inflexibles de la ley islámica y exigía a los musulmanes que abandonaran cualquier país, o incluso que eligieran el martirio, si se hacía imposible la observancia aprobada de la religión.

### Análisis académico
Los estudiosos modernos de la historia islámica española destacaron la importancia histórica de la fetua. Harvey lo denominó "el documento teológico clave" para el estudio del islam español tras las conversiones forzadas, una descripción que Stewart repitió. Mercedes García-Arenal y Fernando Rodríguez Mediano, historiadores de España y de los musulmanes occidentales, describieron la fetua como "famosa" y la llamaron "uno de los textos teológicos más importantes del islam español tardío". La estudiosa de la literatura española María del Mar Rosa-Rodríguez consideró importante la fetua porque documentaba oficialmente "la existencia de religiosidades que no dependen de la práctica ritual tradicional".
Harvey y Stewart dijeron que la fetua se apartaba de las opiniones legales anteriores entre los eruditos islámicos, que típicamente enfatizaban la obligación de emigrar de cualquier país en el que no fuera posible la observancia religiosa apropiada. En particular, el erudito Malikí Ahmad al-Wansharisi, la principal autoridad viviente en la materia, se encontraba entre los proponentes de este punto de vista. Stewart sostuvo que, si bien el texto de la fetua no mencionaba a ningún opositor, pretendía refutar los puntos de vista de al-Wansharisi. Los destinatarios de esta fetua podrían quedarse quietos, conformándose exteriormente al cristianismo y no verse a sí mismos abandonando su fe. La fetua se dirigía al destinatario como "al-guraba", una palabra que significa "forasteros" o "los que viven en el extranjero", pero esta palabra también aparece en varios hadices (dichos de Mahoma) y evoca el significado espiritual de los musulmanes heroicos leales a su fe a pesar de los grandes sufrimientos. La simpatía mostrada por el autor, así como su reconocimiento de la lealtad y el sufrimiento de los musulmanes, contrasta con la opinión predominante, como la de al-Wansharisi, que los veía desfavorablemente.
Harvey no consideró la fetua como una relajación permanente y universal de la sharia; en cambio, el remitente y los destinatarios de la misma debieron haber percibido sus disposiciones como recursos temporales en circunstancias extraordinarias destinados a ayudar a los musulmanes de España a superar la crisis. La fetua comenzó afirmando en términos ortodoxos las obligaciones de todos los musulmanes y terminó expresando la esperanza de que el islam pudiese volver a practicarse abiertamente sin sufrimientos, tribulaciones ni temores. El muftí y muchos moriscos confiaban o esperaban que la crisis terminara en un momento no muy lejano. Rosa-Rodríguez señaló que la fetua expresó la esperanza de que los "nobles turcos" intervinieran pronto y pusieran fin a la persecución religiosa en España, una referencia al creciente poder del Imperio otomano en el Mediterráneo en ese momento. Esta esperanza no se materializó y la persecución religiosa en España continuó, haciendo que las recomendaciones de la fetua se convirtieran en la forma normal de practicar el islam durante generaciones.
Harvey también señaló que la fetua cubría una amplia gama de deberes religiosos islámicos, mientras que por lo general una responsa solo se ocupa de una investigación específica sobre un difícil punto de detalle. También abordó desafíos prácticos específicos a los que se enfrentaban los musulmanes en España, tales como la presión para maldecir a Mahoma, comer carne de cerdo, beber vino y casarse con los cristianos. Esto sugiere que el autor tenía algún conocimiento de cómo era la vida bajo el gobierno cristiano.

### En la cultura popular
La novela León el africano de Amin Maalouf de 1986, presenta una versión ficticia de la fetua. En la novela, los exiliados musulmanes de Granada y los ulema (eruditos islámicos) locales se reunieron en Fez para asesorar a los musulmanes de Granada, quienes enviaron cartas describiendo su persecución y su dilema. En medio de los encuentros, el protagonista de la novela fue testigo de cómo el "hombre de Orán" pronunciaba un discurso de contenido similar al de la fetua de Orán.

## Manuscritos conservados

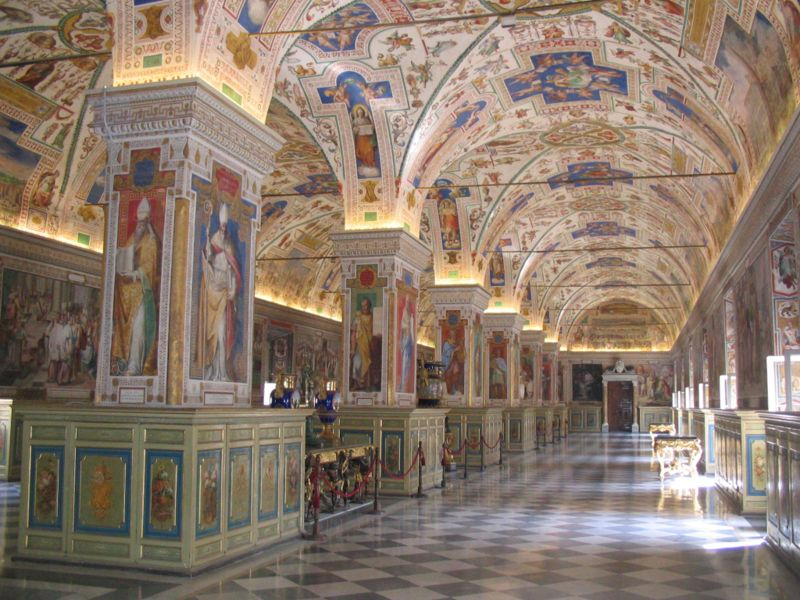
La Biblioteca Vaticana, que alberga la única copia en árabe de la fetua

En 2006, se conocían cuatro manuscritos que contenían la fetua. Una de ellas es una copia en árabe, descubierta por Muhammad Abdullah 'Inan en la Ciudad del Vaticano en 1951 y conservada en la colección Borgiano de la Biblioteca Vaticana, y las otras tres son traducciones al castellano escritas en alfabeto árabe (aljamiado). Una de ellas fue conservada en Aix-en-Provence, Francia, y otra en Madrid, España. La tercera traducción del aljamiado estaba en Madrid, pero su ubicación es actualmente desconocida.
Desde el descubrimiento, los textos han sido transcritos o traducidos al castellano, inglés y alemán modernos.